# Puchar Narodów Oceanii 1996
Puchar Narodów Oceanii 1996 był rozgrywany w formie drabinki (jeden mecz u siebie, drugi na wyjeździe). Udział w zawodach miały zapewniony reprezentacje Australii i Nowej Zelandii. Awans do turnieju uzyskały reprezentacje Wysp Salomona (zwycięzca Melanesia Cup) i Tahiti (zwycięzca Polynesia Cup)

## Półfinały

### 1 mecz
| 10 listopada 1995 | Nowa Zelandia  | 0:0 | Australia |
| 17 listopada 1995 | Wyspy Salomona | 0:1 | Tahiti    |

### Rewanż
| 15 listopada 1995 | Australia | 3:0 | Nowa Zelandia  |
| 11 maja 1996      | Tahiti    | 2:1 | Wyspy Salomona |

## Finał

### 1 mecz
| 27 października 1996 | Tahiti | 0:5 | Australia |

### Rewanż
| 1 listopada 1996 | Australia | 6:0 | Tahiti |